# Черкаська селищна територіальна громада (Донецька область)
Черкаська селищна громада — територіальна громада в Україні, у Краматорському районі Донецької області. Адміністративний центр — смт Черкаське.
Площа громади — 294,4 км², населення — 9203 мешканці (2018).
Утворена 30 липня 2015 року шляхом об'єднання Черкаської селищної та Олександрівської, Прелесненської, Привільської сільських рад Слов'янського району.

## Населені пункти
До складу громади входять 11 населених пунктів — 1 селище міського типу і 10 сіл:
| Населений пункт | Населення (2015) |
| --------------- | ---------------- |
| Черкаське       | 3851             |
| Олександрівка   | 1667             |
| Привілля        | 1458             |
| Майдан          | 1019             |
| Новоселівка     | 861              |
| Новомиколаївка  | 859              |
| Прелесне        | 694              |
| Троїцьке        | 377              |
| Іванівка        | 141              |
| Маячка          | 95               |
| Шнурки          | 94               |